# Paul Broicher
Paul Broicher (* 24. März 1914 in Duisburg; † 4. März 2001 in Bad Neuenahr) war ein deutscher Jurist und langjähriger Hauptgeschäftsführer des Deutschen Industrie- und Handelstages.

## Leben
Paul Broicher absolvierte ein Studium der Rechtswissenschaft an den Universitäten Tübingen, Frankfurt/Main und Bonn, das er 1937 mit dem ersten juristischen Staatsexamen beendete. Nach dem Referendariat folgte 1940 das zweite juristische Staatsexamen. Seit 1933 war er Mitglied der katholischen Studentenverbindung AV Guestfalia Tübingen im CV.
Broicher leitete zunächst die Rechtsabteilung eines Energieversorgungsunternehmens, bevor er ab 1942 als Rechtsanwalt in Stuttgart tätig war. Nach dem Zweiten Weltkrieg arbeitete Broicher zunächst als Journalist, danach von 1950 bis 1963 als Rechtsanwalt in Koblenz.
1963 wurde Paul Broicher Hauptgeschäftsführer der Industrie- und Handelskammer zu Koblenz, dieses Amt übte er bis 1968 aus. Von 1968 bis 1980 war er Hauptgeschäftsführer des Deutschen Industrie- und Handelstages. Er eröffnete zahlreiche Außenhandelskammern im Ausland. Im Anschluss war er Europabeauftragter des Deutschen Industrie- und Handelstages in Brüssel.
Paul Broicher war Präsident der Freunde und Förderer der Universität Tel Aviv (heute: „Freunde der Universität Tel Aviv e.V.“).

## Ehrungen
- 1969: Verdienstkreuz 1. Klasse der Bundesrepublik Deutschland
- 1974: Großes Verdienstkreuz der Bundesrepublik Deutschland